# Ted Willis, Baron Willis
Edward „Ted“ Henry Willis, Baron Willis (* 13. Januar 1914 oder 1918 in Tottenham, Middlesex; † 22. Dezember 1992 in Chislehurst, Kent) war ein britischer Autor von Romanen, Bühnenwerken und Drehbüchern, der drei Mal für den British Film Academy Award nominiert war und 1964 als Life Peer aufgrund des Life Peerages Act 1958 für die Labour Party Mitglied des House of Lords wurde.

## Leben

### Frühes politisches Engagement und Drehbuchautor
Willis engagierte sich bereits frühzeitig politisch und wurde zunächst 1937 als Kandidat der politischen Linken Vorsitzender des Jugendverbandes der Labour Party (Labour League of Youth), ehe er 1941 Generalsekretär der Young Communist League wurde, des Jugendverbandes der Kommunistischen Partei Großbritanniens. In dieser Funktion hielt er während des Zweiten Weltkrieges zahlreiche Reden zum Aufbau einer Zweiten Front zur Unterstützung der Roten Armee im Kampf gegen das Deutsche Reich.
Willis' politische Tätigkeit führte dazu, dass er von den Polizeiorganen des nationalsozialistischen Deutschlands als Staatsfeind eingestuft wurde: Im Frühjahr 1940 setzte das Reichssicherheitshauptamt in Berlin ihn auf die Sonderfahndungsliste G.B., ein Verzeichnis von Personen, die im Falle einer erfolgreichen Invasion und Besetzung der britischen Inseln durch die Wehrmacht von den Besatzungstruppen nachfolgenden Sonderkommandos der SS mit besonderer Priorität ausfindig gemacht und verhaftet werden sollten.
Nach Kriegsende begann Willis seine Tätigkeit in der britischen Filmwirtschaft und gab mit dem Drehbuch zu dem Kriminalfilm Tanz in den Abgrund (1948, Good Time Girl) von David MacDonald mit Jean Kent, Dennis Price und Herbert Lom sein Debüt als Drehbuchautor. Er verfasste bis 1987 die Vorlagen und Drehbücher für mehr als sechzig Filme und Fernsehserien und schrieb daneben auch Bühnenwerke wie das 1958 am New London Theatre uraufgeführte Stück Hot Summer Night.
Willis war zwischen 1959 und 1964 erster Vorsitzender der neugegründeten Schriftstellergewerkschaft Writers’ Guild of Great Britain, die sich sowohl dem Gewerkschaftsdachverband Trades Union Congress (TUC) als auch der International Affiliation of Writers Guilds anschloss.
Er war als Autor drei Mal für den British Film Academy Award für das beste Drehbuch nominiert: Und zwar 1958 für den Spielfilm Die Frau im Morgenrock (Woman in a Dressing Gown, 1957) von J. Lee Thompson mit Yvonne Mitchell, Anthony Quayle und Sylvia Syms, 1960 für das Filmdrama Straße ohne Zukunft (No Trees in the Street, 1959) von J. Lee Thompson mit Sylvia Syms, Herbert Lom und Melvyn Hayes sowie zuletzt 1962 für das Filmdrama Schwarze Fackel (Flame in the Streets, 1961) von Roy Ward Baker mit John Mills, Sylvia Syms sowie Brenda de Banzie in den Hauptrollen.

### Oberhausmitglied und deutsche Filmproduktionen
Für seine Verdienste wurde Ted Willis durch ein Letters Patent vom 21. Januar 1964 als Life Peer mit dem Titel Baron Willis, of Chislehurst in the County of Kent, in den Adelsstand erhoben und gehörte damit bis zu seinem Tod dem House of Lords als Mitglied an. Während seiner Mitgliedschaft im Oberhaus schloss er sich der Fraktion der Labour Party an.
Zwischen 1967 und 1992 war Baron Willis, der zwischen 1967 und 1992 als Präsident der International Writers’ Guild fungierte, Direktor der Filmproduktionsgesellschaft World Wide Pictures sowie von 1983 bis 1992 von Vitalcall Ltd.
Dem deutschen Fernsehpublikum wurde Willis vor allem als Autor und Ideengeber für die Drehbücher zu den Fernsehserien Black Beauty (Black Beauty – The Autobiography of a Horse, 1972 bis 1973) sowie die erstmals 1985 im ZDF ausgestrahlte Serie Ein Heim für Tiere bekannt, aber auch durch andere auf seinen Stücken und Ideen basierenden Fernsehfilmen, in denen Schauspieler wie Inge Meysel, Eddie Arent, Volker Brandt und Günter Strack mitwirkten und die von Regisseuren wie Franz Josef Gottlieb und Georg Tressler inszeniert wurden.

## Veröffentlichungen
- Youth appeals to labour, 1937
- Fighting youth of Russia, 1942
- The lady purrs, 1950
- The world is in this place, 1950
- Doctor in the house, 1957
- Hot summer night, 1959
- Woman in a dressing-gown, 1959
- Whatever happened to Tom Mix?, 1970
- Death may surprise us, 1974
- The left-handed sleeper, 1975
- Man-eater, 1976
- Hunters Walk, 1976
- The Churchill Commando, 1977
- The Buckingham Palace connection, 1978
- The lions of Judah,  1979
- The Naked Sun, 1980
- The most beautiful girl in the world, 1982
- Spring at the Winged Horse, 1983
- Death in the Square – Part 2, 1988
- Problem for Mother Christmas, 1988
- The Green Leaves of Summer, 1989
- The Bells of Autumn, 1991
- Evening all, 1991
- The Plume of Feathers, 1993
- Death May Surprise Us, 1994

in deutscher Sprache
- Die Frau im Morgenrock. Ein Stück in zwei Akten, (Originaltitel: Woman in a dressing gown), Reinbek bei Hamburg, Rowohlt Verlag, 1962
- Heisse Sommernacht. Schauspiel in drei Akten, (Originaltitel: Hot summer night), Übersetzung Dorothea Gotfurt. Frankfurt am Main, S. Fischer Verlag, 1962
- Stakkato, (Originaltitel: Death may surprise us), Tübingen, Wunderlich Verlag, 1975
- Spion auf Eis, (Originaltitel: The left-handed sleeper), Tübingen, Wunderlich Verlag, 1976
- Killerkatzen, (Originaltitel: Man-Eater), Tübingen, Wunderlich Verlag, 1978
- In Sachen Romanow. Roman, (Originaltitel: The Buckingham Palace connection), Tübingen, Wunderlich Verlag, 1979, Neuauflage unter dem Titel Der Ring des letzten Zaren, Reinbek bei Hamburg, Rowohlt Verlag, 1984
- Abendsterne, (Originaltitel: Stardust), Reinbek bei Hamburg,  Rowohlt-Theater-Verlag, 1984
- Ein Heim für Tiere. Drei Bände, Morsbach/Sieg, Tholenaar Verlag, 1985 bis 1987
- Aufstand der Alten, (Originaltitel: The battle of Lavender Lodge: Old flames), Reinbek bei Hamburg,  Rowohlt-Theater-Verlag, 1986

## Filmografie (Auswahl)
- 1948: Tanz in den Abgrund (Good Time Girl)
- 1949: Die blaue Lampe (The Blue Lamp)
- 1953: Ich und der Herr Direktor (Trouble in Store)
- 1954: Verbrannte Beweise (Burnt Evidence)
- 1954: Verliebt, verrückt und nicht verheiratet (One Good Turn)
- 1956: Wie herrlich, jung zu sein (It’s great to be young)
- 1957: Die Frau im Morgenrock (Woman in a Dressing Gown)
- 1958: Das Briefgeheimnis (The Young and the Guilty)
- 1960: … und nach uns die Sintflut (Deutscher Fernsehfilm)
- 1961: Schwarze Fackel (Flame in the Streets)
- 1963: Schule des süßen Lebens (Bitter Harvest)
- 1969: Vorortzug (Deutscher Fernsehfilm)
- 1969: Weh’ dem, der erbt (Deutscher Fernsehfilm)
- 1970: Tage der Rache (Deutsche Mini-Fernsehserie)
- 1970: Keiner erbt für sich allein (Deutscher Fernsehfilm)
- 1972–1973: Black Beauty (Black Beauty – The Autobiography of a Horse, Fernsehserie)
- 1984: Mrs. Harris – Freund mit Rolls Royce (Deutscher Fernsehfilm)
- 1985: Ein Heim für Tiere (Deutsche Fernsehserie)
- 1987: Mrs. Harris fährt nach Moskau (Deutscher Fernsehfilm)
- 1989: Rivalen der Rennbahn (TV-Serie) (zusammen mit Anita Mally)